# Oreskaband

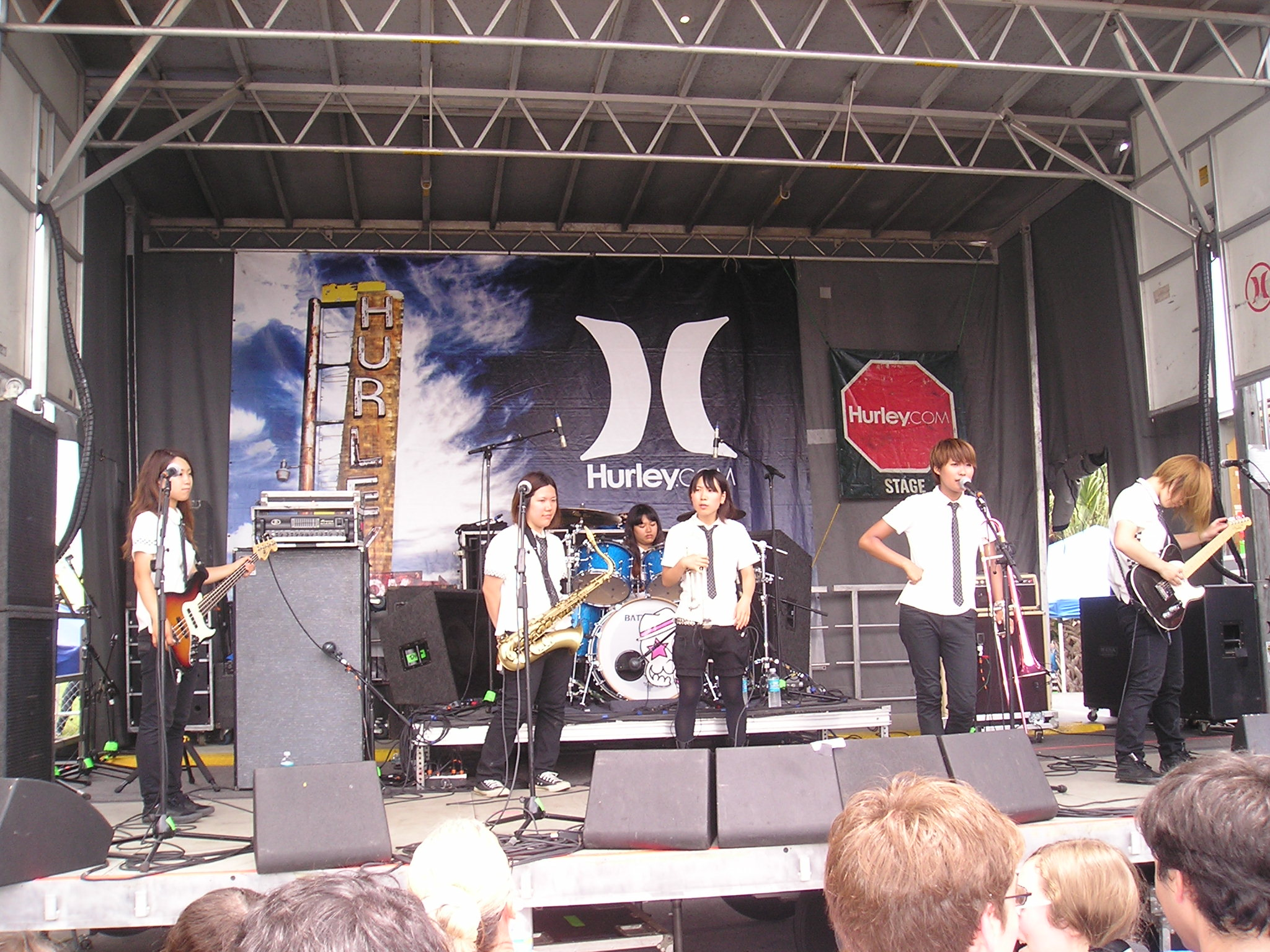
Oreskaband

Oreskaband，日本女子樂團，由六個大阪的女生組成。始於西元2003年，當時成員們都還在上中學。Ikasu看到Tae-san在當地的樂團演奏，隨後邀請她和其他朋友組成一個新形式的樂團。他們在西元2005年自行製作他們的第一張專輯「筆友」，並在2006年和日本索尼音樂娛樂簽約，當時成員都還在上中學。
「Ore ska band」團名的由來，其實就是「We're (a) ska band.」的意思，Ore就是日文「俺（我）的意思」，但這是男性的用詞。